# Ragundasjön

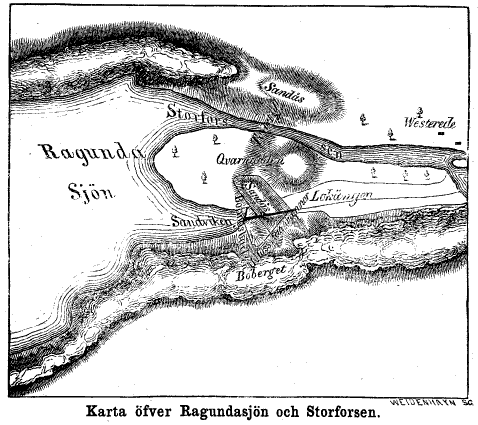
Storforsen och Ragundasjöns östra ände.

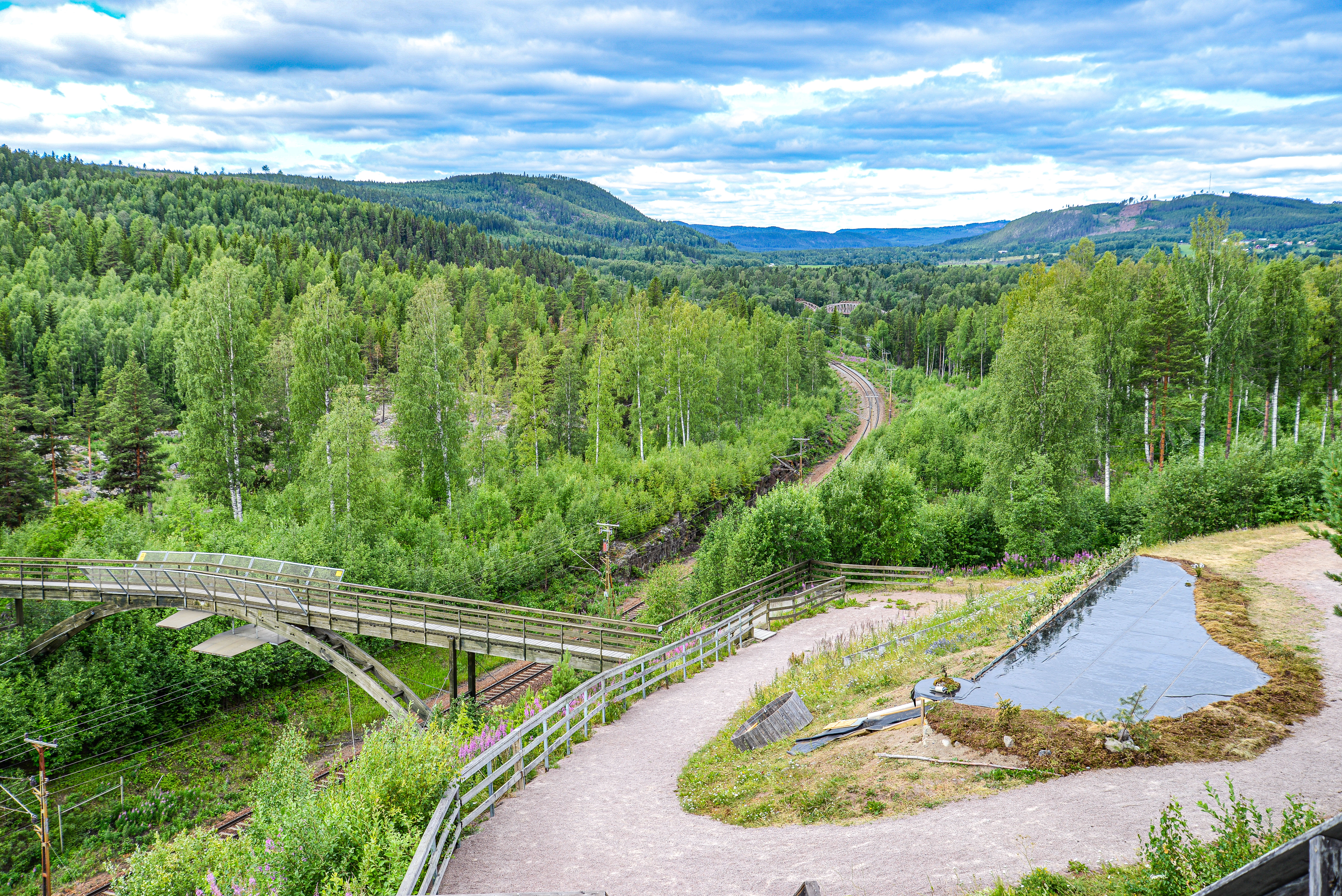
Vy över den 1796 tömda Ragundasjön. Den 2,5 mil långa sjön bredde ut sig i dalgången bortom järnvägsspåren. Vattenfallet (Storforsen) låg utanför bildens vänstra kant. I förgrunden gångbron över järnvägen för att komma till Döda fallet.

Ragundasjön var en 2,5 mil långsmal sjö som fanns fram till natten mellan den 6 och 7 juni 1796. Sjön var belägen i östra Jämtland, i Ragunda socken utefter Indalsälven, med mittpunkten ungefär där orten Hammarstrand i Ragunda kommun nu ligger. (En mer korrekt benämning på sjön vore Ravund eller Ravunden, eftersom det gamla sockennamnet Ravund enligt ortnamnsforskaren Bertil Flemström  givit namn åt sjön. Namnet troligen efter sjöns långsmala form. Flemström menar också att -und i det här fallet är ett sjöbildande namn och då blir beteckningen Ragundasjön de facto en tautologi.)
Natten mellan den 6 och 7 juni 1796 tömdes sjön på allt sitt vatten, cirka 300 miljoner kubikmeter, på 4 timmar. Orsaken till en av Sveriges största naturkatastrofer var att Magnus Huss, kallad "Vildhussen", på uppdrag av Ragundas och Stuguns sockenmän skulle skapa en flottningsled i form av en kanal förbi den omkring 30 meter höga forsen Storforsen (Gedungsen). Projektet misslyckades dock fullständigt. Varken Huss eller någon annan hade någon djupare kunskap om de geologiska förhållandena på platsen som bestod av en sandås som bildats under den senaste istiden och som dämde upp sjön. När vattnet började rinna genom den ränna han skapat i åsen eroderades denna utan kontroll av en oväntad vårflod i sjön. Sandåsen gav vika och sjön tömdes på sitt vatten. En enorm flodvåg stormade fram genom nedre delen av Indalsälvens dalgång och förstörde allt i sin väg. Märkligt nog omkom ingen människa. 
När morgonen grydde den 7 juni 1796 fanns det, förutom att sjön var tömd, tre andra påtagliga förändringar: 
1. Storforsen hade tystnat och blivit Döda fallet.
2. Ett nytt fall, Hammarforsen, cirka 1 mil uppströms nära Hammarstrand, hade uppstått.
3. De sediment och jordmassor som spolats ned utefter Indalsälven hade samlats i älvens utlopp norr om Sundsvall och det förefintliga deltat utökades i hög grad. I deltat finns sedan 1944 Sundsvall-Timrå Airport på ön Skeppsholmen.